# Show Me How You Burlesque
"Show Me How You Burlesque" là một bài hát của ca sĩ/nhạc sĩ người Mỹ Christina Aguilera được trích từ album nhạc phim Burlesque: Original Motion Picture Soundtrack. Bài hát được sáng tác bởi Aguilera, Christopher Stewart, Claude Kelly. Nó từng được Aguilera biểu diễn trên chương trình Dancing with the Stars với bối cảnh giống như trong phim Burlesque.
Tại Việt Nam, ca sĩ Hồ Ngọc Hà đã nhảy trên nền bài hát này ở Bước nhảy hoàn vũ (2011).

## Bảng xếp hạng
| Bảng (2010)                 | Vị trí cao nhất |
| --------------------------- | --------------- |
| Australian Singles Chart    | 29              |
| Canadian (Canadian Hot 100) | 92              |
| Germany (Media Control AG)  | 89              |
| New Zealand Singles Chart   | 8               |
| Polish Singles Chart        | 34              |
| Swiss Singles Chart         | 26              |
| US Billboard Hot 100        | 70              |